# Fano (moviment nacionalista)
Els fano o fanno (amhàric: ፋኖ) són grups de nacionalistes amhares d'Etiòpia. Sorgiren a la dècada del 2010 i han estat implicats en diversos enfrontaments armats, a més d'haver estat acusats de participar en atrocitats comeses contra altres grups ètnics, com ara els qimant, els tigrinya o els gumuz.

## Etimologia
La paraula fano prové de l'arrel verbal amhàrica ፋነነ, fannänä. Segons el diccionari d'Ignazio Guidi, publicat el 1901, significa ‘prendre part voluntàriament en una expedició de guerra, per aconseguir botí’. El derivat ፋኖ ጦር, fanno tor, és descrit en la mateixa obra com: ‘exèrcit de soldats que han pres part voluntàriament en una expedició; són els més temuts a causa de la seva audàcia i atreviment’. El diccionari de Thomas L. Kane, del 1990, els defineix com ‘bandolers' o ‘voluntaris d'expedicions militars que lluiten pel seu compte i sense reconèixer cap persona com a superior’.

## Història
Els fano eren tradicionalment les milícies irregulars amhares que acompanyaren l'Emperador Menelik II durant l'expansió de l'imperi d'Etiòpia a finals del segle xix. Es movien per sentiment patriòtic, però també per obtenir botí i altres beneficis. Segons l'historiador Donald Crummey, els fano «solien acompanyar les campanyes dels monarques, però no rebien cap salari ni vestien cap uniforme especial. Generalment lluitaven pel seu propi compte i sense rebre ordres de cap superior».

## Els fano a l'actualitat
Els fano de l'actualitat començaren a aparèixer de manera més o menys espontània a la regió d'Amhara, a Etiòpia, durant la dècada del 2010, en oposició al règim del FDRPE, dominat per la minoria ètnica dels tigre (coneguts popularment pel nom de woyane), enemics històrics dels amhares. Els principals grups fano aparegueren a les ciutats de Gondar, Bahir Dar, Debarq, Debre Tabor, Debre Marqos, Dessie i Woldiya. Potents elements aglutinants dels fano han estat i segueixen sent els clubs de futbol, principalment els dos més importants de la regió d'Amhara: el Fasil Kenema FC, de Gondar, i el Bahir Dar Kenema FC. Així, per exemple, a Gondar ser seguidor del Fasil Kenema és sinònim de militància fano i abans de la caiguda del règim del FDRPE l'any 2018 portar la samarreta d'aquest club podia costar la llibertat.

Imatge del darrere d'un tuk-tuk feta a Gondar el període en el qual els grups més ultranacionalistes varen començar a ocupar posicions de poder a la regió d'Amhara. La imatge mostra una "Trinitat" d'herois dels fano i dels ultranacionalistes amhara: d'esquerra a dreta, el Coronel Demeke Zewde, el monarca Tewodros II i el músic Teddy Afro i el dictador Mengistu Haile Mariam.

Els fano es feren conèixer i anomenar-se com a tal durant les revoltes antigovernamentals del juliol de 2016, les quals tingueren lloc a Gondar principalment, la capital històrica d'Amhara. Fou llavors quan grups de joves nacionalistes amhara i fano engegaren una neteja ètnica silenciosa de la població tigrinya a Gondar i a altres ciutats del nord de la regió d'Amhara. La població tigrinya es veié perseguida, espoliada de propietat i exiliada de manera progressiva fins que en quatre anys passaren de representar el 20% de la població a pràcticament desaparèixer.
El 2018, el departament de seguretat de l'Estat Regional d'Amhara creà una força especial anomenada liyyu hayl que també amb el temps passà a ser considerada fano. Era la segona força militar de l'estat d'Amhara, que, com cada regió d'Etiòpia, ja tenia el seu propi cos de paramilitar, format per unes quantes brigades armades amb fusells semiautomàtics. El cap de la seguretat a Amhara en aquells moments, el general de brigada Asaminew Tsige, creà els liyyu hayl fano com a cos autònom en control d'Addis Abeba, amb la intenció de defensar els interessos d'Amhara contra els grups veïns i contra altres minories de l'estat, com ara els qimant. Els fano són soldats regulars amb uniforme, però s'alien segons la necessitat i l'oportunitat amb milícies locals amhara per dur a terme operacions de seguretat. El seu símbol distintiu és una imatge del colom de la pau sobre un fons blau, recordant el color dels Cascos Blaus de les Nacions Unides.

### Estructura i lideratge
Se sap poc sobre com estan organitzats els fano i quin tipus de lideratge tenen. A mitjans del 2020, el portal de notícies etíop ezega.com informava que el cap dels fano en aquell moment era Solomon Atanaw, un personatge sobre el qual se sap ben poc, que no té cap perfil a internet i que no ha concedit mai cap entrevista. El més probable és que els irregulars fano no tinguin una estructura rígida, sinó una organització més semblant a la de les bandes urbanes. Es reunirien en petits grups de barri i s'aglutinarien com a gran grup massiu entorn dels principals clubs de futbol. Els fano regulars serien els nou liyyu hayl formats durant el 2018 sota les ordres del general de brigada Asaminew Tsige. La seva estructura és la d'un cos militar. Els grups irregulars solen anar desarmats, però donen suport als grups armats afins als ideals nacionalistes amhara, com els fano regulars o les milícies.

### Participació en matances i altres atrocitats

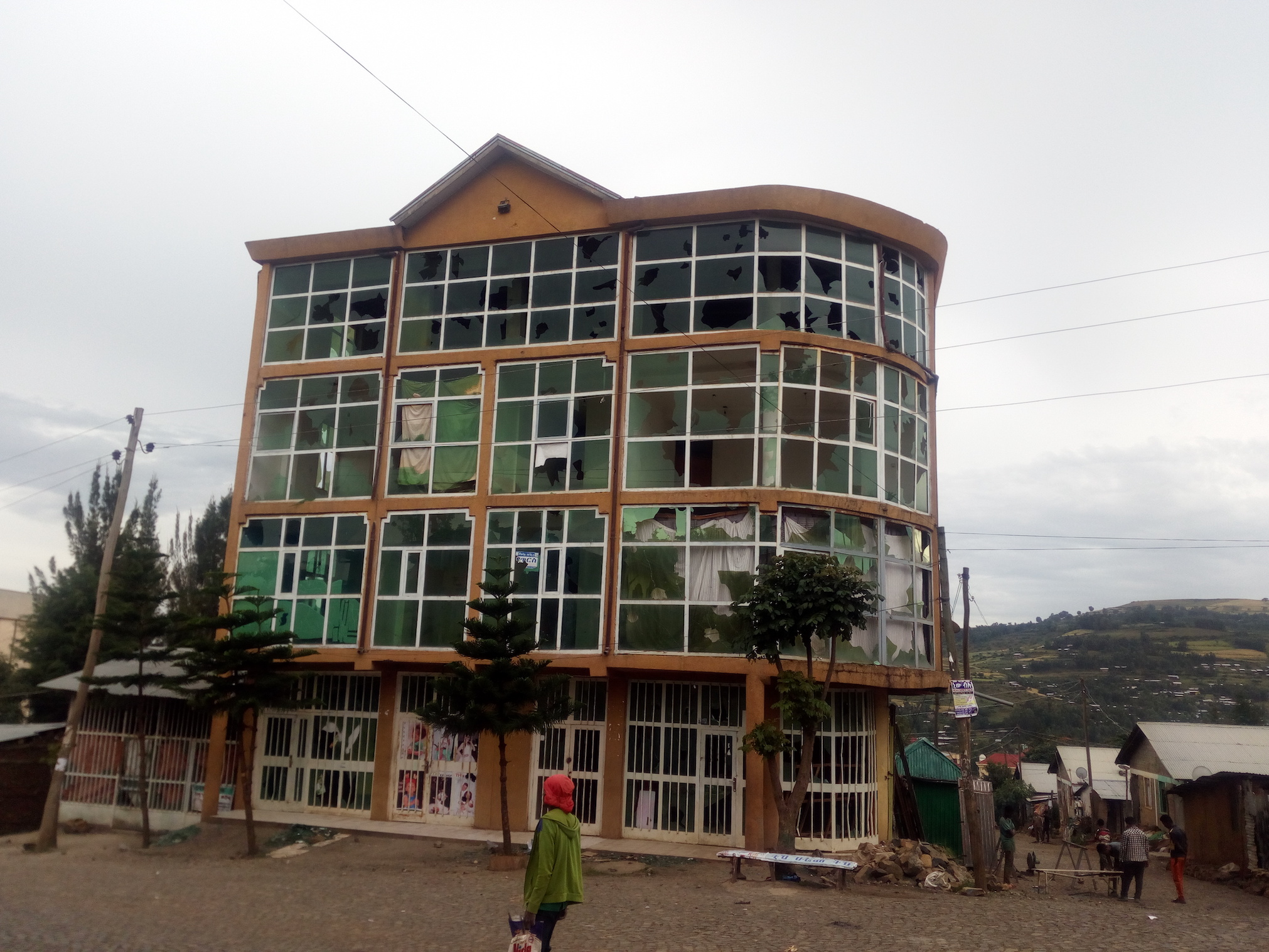
Imatge d'un edifici comercial a Samuna Berr, Gondar, i propietat d'un qimant després de ser atacat a finals de setembre del 2019.

Gràcies a l'aliança entre regulars i irregulars, es portaren a terme campanyes de repressió contra la minoria qimant a la ciutat de Gondar durant els mesos de setembre i octubre de 2019. Les campanyes inclogueren l'elaboració d'una llista amb els noms de l'anomenat Qimant Committee, membres del partit polític de la minoria qimant, per a procedir a la recerca i destrucció de llurs propietats. S'acusava a empresaris i inversors qimant d'haver rebut suborns dels woyane. Diversos hotels i altres negocis de propietat qimant foren atacats, saquejats i parcialment destruïts. Diverses famílies qimant hagueren d'abandonar la ciutat o traslladar-se a altres barris per a poder viure amb més seguretat. El balanç de víctimes mai es féu públic, però es calcula que entre unes deu i vint persones de la minoria qimant foren assassinades, inclosos quatre membres d'una mateixa família al barri d'Azezo, al 19è districte.

#### 2019
Durant els dies previs al 10 de gener de 2019, milícies locals i oficials de l'administració pública, amb el suport de "grups de vigilància amhara", que Amnistia Internacional va identificar com a fano, construïren trinxeres i prepararen un atac contra qimants a Metemma. De les 15:00h del 10 de gener a les 13:00h de l'endemà, 58 qimants foren assassinats. Els atacants usaren fusells, granades de mà i pedres, i cremaren cases. Les forces de defensa nacional (ENDF) van refusar d'intervenir-hi fins l'11 de gener.
El 29 de setembre, grups fano assassinaren quatre membres de la mateixa família a Azezo com a revenja per l'assassinat d'un jove amhara. Durant els dies següents succeïren més atacs contra la minoria qimant i contra residents de la ciutat de Gondar associats amb aquest grup.

#### 2020
El 19 de març de 2020, a Gondar i a Dabat, hi hagueren enfrontaments armats entre joves amhara i les forces regionals de seguretat. Els joves, segons Andafta Media, eren fano. Malgrat això, membres del Partit de la Prosperitat, que formaven el govern, negaren que els joves fossin fano.
El 28 del mateix mes, el cap dels fano, Solomon Atanaw, va comunicar que els atacs foren iniciats per les forces regionals i federals, incloent l'ús d'artilleria pesant. Atana afegí que, d'entre els fano que havien sobreviscut a l'enfrontament armat, alguns havien rebut amenaces telefòniques. Autoritats de la ciutat de Gondar indicaren que els fano havien assassinat i segrestat gent, confiscat propietat, alliberat presoners i robat armes de les comissaries de policia.
El mes de novembre, ja en plena operació contra les forces tigrinyes a l'est de Tigre, els fano aparegueren en diversos reportatges sobre la guerra del Tigre. En una entrevista a The Guardian, un refugiat tigrinya, Gush Tela de Humera, explica que fou colpejat per les forces federals "fins que quedà completament cobert de sang i no pogué caminar més". Llavors explica se l'enduren cap a un grup fano, que l'alliberaren. Gush afegí que els fano havien rebut l'ordre de matar Humera i d'"acabar amb els tigrinyes". També explica que presencià com un home fou "decapitat amb matxets". Altres refugiats mostraren ferides que atribuïren a "atacs amb ganivets i matxets per part de la milícia fano".
Així mateix, l'evidència és cada cop més concloent sobre la implicació dels fano en les atrocitats comeses a Mai Kadra, a l'oest del Tigre, del 9 al 10 de novembre. Diversos testimonis de refugiats tigrinyes al Sudan coincideixen en atribuir la major part de les matances d'aquesta localitat a les bandes d'irregulars amhara, tant els fano com un altre grup anomenat "salug" (probablement fanos que haurien adoptat aquest nom, el qual provindria del terme amhàric ሰሎግ "selog", raça canina semblant al gos llebrer). Així, segons un dels testimonis, aquests grups arribaren a Mai Kadra i tot just després que hi entressin les forces federals. Segons un altre testimoni, haurien estat aquests grups qui, a més de saquejar propietat i comerços, amb l'ajuda de veïns d'ètnia amhara, haurien cercat casa per casa habitants d'ètnia tigrinya, inclosos dones i menors, per a matar-los amb matxets i altres armes blanques.
Els mesos de novembre i desembre, Laetitia Bader, la directora de Human Rights Watch, féu un viatge d'investigació als camps de refugiats del Sudan que començaven a rebre masses de refugiats tigrinyes. Alguns residents de les ciutats de l'oest de Tigre limítrofs amb el Sudan explicaven tot d'escenes similars: intensos atacs d'artilleria al principi seguits de trets d'armes de foc per part de les forces federals i grups fano, els quals, després dels atacs, detenien els supervivents i els saquejaven les cases, els negocis i els hospitals.

#### 2021
Després de les contínues derrotes de les ENDF davant les ofensives del TPLF a la guerra del Tigre, els fano es venjaren atacant ciutadans tigrinyes que residien a la regió d'Amhara, duent a terme assassinats i robatoris a negocis.

## Ideologia
Els fano poden ser considerats com el braç armat del NAMA, el Moviment Nacional Amhara" (የአማራ ብሔራዊ ንቅናቄ), partit que va ser creat el juny del 2018. Des de la seva creació que s'ha establert com la principal força política a la regió d'Amhara, tot aconseguint un gran suport popular i establint oficines a totes les grans i mitjanes ciutats. Com els fano, el partit segueix, tàcitament, una ideologia ultranacionalista amhara, que inclou el desmantellament del sistema federal i la restauració de l'Etiòpia imperial i centralitzadora, que en el passat havia estat dominada per elits amhares. Una de les reivindicacions més insistents dels fano és el "retorn" unilateral de les províncies tigrinyes del Wolkayt i Tegede, al nord-oest de Gondar, a l'estat d'Amhara. Es tracta de terres frontereres i fèrtils entre el Tigre i el Sudan, que des de temps antics havien servit com a lloc d'expansió pels grups ètnics majoritaris de la zona, com els amhara, però també els tigrinya i els àrabs sudanesos (vegeu: Guerra del Mahdí).
El blasó del NAMA és una àguila bicèfala protegida per un escut de l'època imperial de Menelik II. Així mateix, importants referents dels fano són figures del passat gloriós amhara i de l'Etiòpia imperial, com els monarques Tewodros II, Menelik II o Haile Selassie I o el dictador Mengistu Haile Mariam. Els fano solen manifestar-se i onejar sempre la bandera preconstitucional, la tricolor verd-groc-roig, però sense l'estrella revolucionària que varen introduir els woyane del Tigre amb la constitució de caràcter federalista i descentralitzadora promulgada el 1995.